# Флоридано

Флаг Флориды

Флоридано — это термин для колониальных жителей испанской Флориды, а также для современных потомков первых испанских поселенцев, которые жили в Сент-Огастине между 1565 и 1763 годами. Он также относится к лицам испанского происхождения, которые жили в Восточной и Западной Флориде после 1781 года, когда Бернардо де Гальвес отвоевал Мобил и Пенсаколу в Западной Флориде у британцев. Некоторые жители Флориды могут проследить свою родословную во Флориде на двенадцать или более поколений. Потомков первых флориданос можно найти по всему штату, особенно в Сент-Огастине.

## История
Основанный 8 сентября 1565 года, Сент-Огастин является старейшим постоянно населенным европейским поселением на территории нынешних Соединенных Штатов.  После поражения Испании в Семилетней войне она уступила Флориду Великобритании в 1763 году. Некоторые из испанских поселенцев Сент-Огастина покинули Флориду в период, когда британцы правили Восточной Флоридой, и многие из них перебрались на Кубу. Приблизительно 3000 жителей Флориды уехали из Флориды в Гавану между 1763 и началом 1764 года. Испанские флоридцы в западной Флориде в основном бежали в Веракрус, около 620 человек отплыли из Пенсаколы. Термин Флоридано был термином, используемым испанскими колониальными властями для обозначения испанских иммигрантов из Флориды на Кубу. Испания отвоевала Восточную Флориду и получила контроль над Западной Флоридой по Парижскому миру 1783 года.  Губернаторы провинций Восточной и Западной Флориды способствовали миграции в них испанцев. Флорида была передана Соединенным Штатам в 1819 году по договору Адамса-Ониса. Как и в 1763 году, многие жители Флориды мигрировали на Кубу.
В 2010 году в Информационном центре для посетителей Сент-Огастина был открыт исторический памятник под названием Los Floridanos, посвященный памяти Флориданос.

## Демография
Количество потомков испанских поселенцев во Флориде неизвестно. Однако известно, что двое из первых поселенцев, Франсиско Санчес и Мануэль Солана, имеют от 500 до 1000 потомков, проживающих в штате. Мануэль Солана был потомком Алонсо Соланы, прибывшего во Флориду в 1613 году в качестве солдата испанской армии. Эти поселенцы были одними из немногих испанцев, которые остались во Флориде, когда территория была передана Великобритании в 1763 году. Их потомки основали Общество Лос-Флориданос в Сент-Огастине,  основная функция которого состоит в том, чтобы обучать истории и наследию первых поселенцев (1565-1765) заинтересованных лиц. Некоторые люди кубинского происхождения, живущие во Флориде, также имеют предков в колониальной Флориде. Некоторые из потомков губернатора Восточной Флориды Хосе Марии Коппингера, который не был поселенцем Флориды и последние годы своей жизни прожил на Кубе, также живут во Флориде.

## Известные персоналии
- Джозеф Марион Эрнандес (1788–1857), флоридано, который был первым делегатом от территории Флориды. Он также был первым американцем латиноамериканского происхождения, работавшим в Конгрессе США, и членом партии вигов (1822–1823).[9][10]
- Элихио де ла Пуэнте (1724–1781), флоридано, занимавший различные государственные должности в Сент-Огастине и в Гаване в XVIII веке.[11]
- Агустин В. Саморано (1798–1842), флоридано, занимавший пост губернатора Верхней Калифорнии (1832–1833).[12][13]

## Смотрите также
- Испанская Флорида
  - Восточная Флорида
  - Западная Флорида
- Техано
- Исленьо